# The telephones
the telephones（ザ・テレフォンズ）は、日本のロックバンドである。埼玉県さいたま市の北浦和や東京を中心に活動している。2005年に結成。2015年11月3日をもって無期限活動休止に入っていたが、2018年5月に活動を再開した。

## メンバー
※担当楽器の記載は、公式サイトの「BIOGRAPHY」に準拠。
石毛輝（いしげ あきら、1984年3月18日（41歳））
- ボーカル、ギター、シンセサイザー担当
- Ishige Akira名義でソロ活動もしている。
- lovefilm、Yap!!!のメンバーとしても活動。
- UKPラジオのテーマソングを作成。
- 日本酒好き。「美味しんぼ」の54巻で日本酒の特集がきっかけ。[4]

岡本伸明（おかもと のぶあき、1983年5月27日（42歳））
- シンセサイザー、カウベル、シュリーク担当
- 「タワレコ夏フェス応援グッズ'14」のカタログのモデルを務める[5]。
- 2015年7月、うちだゆうほとの結婚を発表[5]。
- lovefilmのメンバーとしても活動中。

松本誠治（まつもと せいじ、1983年1月3日（42歳））
- ドラムス担当
- 2013年1月27日、一般女性との結婚を発表[6]。
- FINAL FRASHのメンバーとしても活動[7]。また、涼平（ex.メガマソ）らと結成したMigimimi sleep tightとしても活動していたが、2021年3月末をもって脱退した。
- まぜそば専門店「大宮まぜそば 誠治」オーナー[8]。

### 旧メンバー
長島涼平（ながしま りょうへい、1984年5月18日（41歳））
- ベース、コーラス担当
- フレンズ、FINAL FRASHのメンバーとしても活動[7]。
- 既婚者であり、息子がいる。
- 2023年5月10日、脱退を表明。

## 来歴
- 2005年
  - 1月 - 初ライブを行う。
  - 5月21日 - メンバーチェンジをして現メンバーで初ライブを地元北浦和KYARAで行う（岡本が加入）。
  - 7月 - 1st DEMOを発表。
- 2006年
  - 2月 - 2nd DEMOを発表。
- 2007年
  - 4月 - 1stミニアルバム『we are the handclaps E.P.』をJULY RECORDSよりリリース。
  - 末 - the brixton academy、QUATTRO、PILLS EMPIRE、THE BAWDIESらとKingsを結成。
- 2008年
  - 4月 - 1stフルアルバム『JAPAN』をJULY RECORDSよりリリース。
  - 11月 - 2ndミニアルバム『Love&DISCO E.P.』をリリース。
  - 12月 - バンド初のワンマンライブとなる、「SUPER DISCO Hits!!! the telephones ONE-MAN SHOW!!!〜『Love&DISCOE.P.』SPECIAL RELEASE PARTY〜」を開催。
- 2009年
  - 3・4月 - 全13公演となる「spring tour 2009"mirror ball has come"」を敢行。
  - 4月 - ツアーファイナルとなった4月10日渋谷CLUB QUATTROでEMIミュージック・ジャパンとの電撃契約を発表、メジャー・デビュー。
  - 7月 - 2ndフルアルバム『DANCE FLOOR MONSTERS』をリリース。
  - 8月 - DVD『SUPER DISCO HITS!!! THE TELEPHONES ONE-MAN SHOW!!!』をリリース。
  - 12月 - ディファ有明にて1年ぶりのワンマンとなる「SUPER DISCO Hits 2 !!! the telephones ONE-MAN SHOW!!!」を開催。幕張メッセ「COUNTDOWN JAPAN 09/10」出演。GALAXY STAGEにて2010年へのカウントダウンを担当。
- 2010年
  - 3月 - 現在iLLとして活動中の中村弘二をプロデューサーに迎えた3rdミニアルバム『A.B.C.D. e.p.』をリリース。
  - 4月 - バンド史上初となる完全セルフ・プロデュース作品『Oh My Telephones!!!e.p.』をリリース。
  - 8月 - 3rdフルアルバム『We Love Telephones!!!』をリリース。
  - 10月 - フジテレビ系列「ピカルの定理」のテーマ曲としてオープニング曲に「sick rocks」、エンディング曲に「Love&DISCO」が使用。
  - 10・11月 - 「We Love JAPAN!!!Tour」敢行。
  - 12月 - 毎年恒例のワンマン「SUPER DISCO Hits 3!!!〜ULTIMATE DISCO!!!」「SUPER DISCO Hits 4!!!〜THE FINAL DISCO!!!」を2日間開催。
- 2011年
  - 3月-6月 - 「We Love JAPAN!!!Tour 〜season2〜」敢行。
  - 5月 - DVD『SUPER DISCO Hits 3!!!〜ULTIMATE DISCO!!!〜@ディファ有明 20101208』をリリース。
  - 6月 - DVD『SUPER DISCO Hits 4!!!〜THE FINAL DISCO!!!〜@ディファ有明 20101210』をリリース。「We Love JAPAN!!!Tour 〜season3〜」敢行。
  - 7月 - タイトルに“DISCO”を冠した楽曲全7曲を収録したアルバム『100% DISCO HITS!SUMMER PACK』をリリース。
  - 10月 - 7月1日〜31日の間、ニューヨークにてレコーディングした、4thフルアルバム『Rock Kingdom』をリリース。なお、このアルバムのエンジニアを務めたのは、At the Drive-inやDeath Cab for Cutie、The Mars Voltaなどを手掛けたAlex Newportである。
  - 11月 - Rock Kingdomの収録曲である「White Elephant」が缶コーヒー「ジョージア」の新シリーズ「ジョージア クロス (GEORGIA X)」のCMソングに決定した。なお、CMにはメンバーも出演している。
  - 12月 - 「SUPER DISCO Hits FINAL!!! 〜そして伝説へ〜」と題した、the telephones史上初のアリーナライブを12月23日にさいたまスーパーアリーナにて開催。
- 2012年
  - 2月 - 自身初の日本語詞となる「D.E.N.W.A」「swim, swim, swim」を含む全6曲を収録した5thミニアルバム『D.E.N.W.A e.p.』をリリース。
  - 3月 - アルバム「Rock Kingdom」ミニアルバム「D.E.N.W.A e.p.」を引っさげた全国6か所15公演の『D.E.N.W.A KINGDOM TOUR』を敢行。渋谷CLUB QUATTROでは、「-Golden MIRRORBALL Week!!!!!-」と題して4月29日〜5月7日までの期間で初の6DAYS公演を行う。
  - 9月 - SHIBUYA-AXにて秋ツアー開幕ライブ「KICK OFF DISCO!!!」と埼玉のライブハウス4か所で「PLAYBALL SAITAMA」を開催。
  - 10月 - 全16公演の「RED HOT DISCO!!!」敢行。
  - 12月 - 毎年恒例の「SUPER DISCO Hits!!!」が一年ぶりに「SUPER DISCO Hits!!!RETURNS」と題してラフォーレ六本木にて2DAYSで開催。
- 2013年
  - 3月 - テレフォンズ史上初となる正真正銘の1st シングル 『Keep Your DISCO!!! / Ring a Bell』が 3月27日にリリース。昨年12月22日にラフォーレミュージアム六本木で開催されたワンマンのライブテイクを収録。シングルながらトータルタイムは79分29秒。
  - 4月 - 前作『Rock Kingdom』以来、約1年半ぶりとなる4枚目のフルアルバム『Laugh,Cry,Sing... And Dance!!!』を4月17日リリース。
  - 05月 - 27日の北浦和KYARAから全17公演の全国ツアー「One Man Disco Tour 〜Keep Your Live〜」を開催。
  - 7月 - 21日に日比谷野外大音楽堂で「野音 DE DISCO!!!」を開催。チケットは即日完売。
  - 9月 - 事務所の先輩であるPOLYSICSとヨーロッパツアーでフランス・イギリス・スイス・ベルギーの4か国でライブを行った。
  - 11月 - 6日に2nd シングル「Don't Stop The Move, Keep On Dancing!!!」をリリース。発売日から全国ツアー「Don't Stop The Move,Keep On Dancing!!! Release Tour “踊る阿呆に見る阿 呆、同じ阿呆なら踊らな損々DISCO!!!”」を開催。
- 2014年
  - 6月 - 4日に5th Album「SUPER HIGH TENSION!!!」をリリース。
  - 7月 - 12日に「〜Japan Tour 2014〜SUPER HIGH TENSION DISCO!!!」KICK OFF DISCO!!!2014、13日に「〜Japan Tour 2014〜SUPER HIGH TENSION DISCO!!!」PLAYBALL DISCO!!!2014を六本木EX THEATERにて2DAYS開催。
  - 9月 - ワンマンツアー「〜Japan Tour 2014〜SUPER HIGH TENSION DISCO!!!」を開催。
  - 11月 - 23日にZepp Tokyoにて「〜Japan Tour 2014〜SUPER HIGH TENSION DISCO!!!【特別公演】Keep Standing , ISHIGE」を開催。
  - 12月 - 23日にTOKYO DOME CITY HALLにて「SUPER DISCO Hits 9!!!CENTER OF THE DISCO!!!〜TDCの中心でDISCOを叫ぶ〜」を開催。

このライブで、2015年に日本武道館でワンマンライブが開催されることと、2015年をもって無期限活動休止となることを発表した。
- 2015年
  - 5月 - 21日 日本武道館にて2015年唯一のワンマン公演「武道館 DE DISCO!!!」を開催。
  - 7月 - 22日 活動休止前ラストオリジナルアルバム「Bye Bye Hello」」をリリース。
  - 11月 - 3日 さいたまスーパーアリーナにてラストライブ「the telephones presents "Last Party 〜We are DISCO!!!〜"」を開催し無期限活動休止。

### 活動休止後
- 2018年
  - 5月 - 4日 VIVA LA ROCK 2018に出演。

ライブを行うのは活動休止後初めてのことであり、約2年半ぶりのライブとなった。
- 2019年
  - 10月 - 11日 配信限定シングル「Light Your Fire」をUK PROJECT/ミクシィよりリリース。
- 2020年
  - 8月1日 - メンバー松本誠治が、大宮にまぜそば専門店「大宮まぜそば 誠治」を出店。[8]
  - 11月 - 4日 5年ぶりとなるオリジナルアルバム「NEW!」をリリース。本来は5月20日に発売予定だったが新型コロナウイルス流行により延期。

## エピソード
- 結成のきっかけは、ある人物が当時北浦和のライブハウスに勤めていた石毛に「バンドをやろう」と提案し、同じライブハウスでチケット係をやっていた長島に「たしかベース弾けるよね。ドラムも紹介してくれない?」と誘ったところ、長島の紹介で松本が加入したことから。
- テレフォンズの初ライブ時には石毛を誘った上記の人物は辞めることが決まっていた。しかし、もともと石毛と面識のあった岡本がその初ライブを見に来て、その際に「一緒にやりたい」と言ったため加入が決まったらしい。
- 石毛と岡本は10代の頃にバンドを組んでいたが、当時の岡本は現在とは全く異なり内向的な性格だった。
  - そのバンドでデモテープを録る当日に岡本がバックレたため、石毛は「次会ったらぶっ飛ばしてやろう」と思っていたが、上記のライブで久々に会った岡本は現在のような性格になっており、その言動があまりに面白く怒る気にならなかった。岡本曰く、車にはねられてから性格が180度変わったとのこと[9]。
- バンド名は、石毛が勤めていたライブハウスのマスターに「バンド名を考えてくれ」と提案したところ「忙しいから後にしてくれ」と断られたが、その後忙しく電話に応対していたマスターが「お前らテレフォンズな」と勝手に決めた[10]。
- 石毛のハイトーンボイス、音楽性、MCの盛り上げ方がPOLYSICSと似ていると批評されることが多く、そのせいか互いのライブにゲスト出演したり、台湾フェス「☆It's Party Time☆ daning FLOOR jumping WALL」や、ヨーロッパツアーにて対バンするなど、親交が深い。
- 9mm Parabellum Bulletと仲が良く、9mmのライブにtelephonesがゲスト出演したり、9mmが自身のライブでtelephonesの「urban disco」をカバーしたことがある。
- レーベルの先輩であるストレイテナーを慕っており、同バンドの曲「VANISH」のMVに出演している。
- メンバーがLUNA SEAファンということから、Jからは弟分のように可愛がられている。
- メンバー全員が漫画「君のいる町」のファンであり、公式ガイドブックでは、メンバーと原作者の瀬尾公治と対談している。また漫画の本編中に、telephones風のバンドが出演しているシーンがある。
- 脱退した長島を含めメンバー全員が末っ子である。

## ディスコグラフィー

### デモ
- 1st demo (2005年7月) (カセットテープ/MD・DAT)

1. mushroom planet
2. Habanero
3. Used Skin

- 2nd demo (2006年2月) (カセットテープ/MD・DAT)

1. I and I
2. sick rocks
3. swim, swim, swim
4. Homunculus

### 配信限定作品
| 発売日         | タイトル                              | 収録曲                                                                                  | レーベル                     |
| -------------- | ------------------------------------- | --------------------------------------------------------------------------------------- | ---------------------------- |
| 2008年4月2日   | Live Sessions (iTunes Exclusive) - EP | 1. DaDaDa 2. Urban Disco 3. Clashed Mirror Ball 4. It's OK 5. Fu〜Shit!!! 6. Sick Rocks | BounDEE/TTM/message          |
| 2019年10月11日 | Light Your Fire                       | 1. Light Your Fire                                                                      | UK.PROJECT/ミクシィ          |
| 2020年5月21日  | Tequila, Tequila, Tequila             | 1. Tequila, Tequila, Tequila                                                            | Virgin Music/UNIVERSAL MUSIC |
| 2021年12月8日  | Yellow Panda                          | 1. Yellow Panda                                                                         | UK.PROJECT                   |
| 2022年6月15日  | Feel bad / Whoa cha                   | 1. Feel bad 2. Whoa cha                                                                 | UK.PROJECT                   |
| 2023年12月24日 | Keep on Dancing!!!                    | 1. Keep on Dancing!!!                                                                   | UK.PROJECT                   |
| 2024年1月17日  | ALL SHIT                              | 1. ALL SHIT                                                                             | UK.PROJECT                   |
| 2024年2月7日   | Danger Boy                            | 1. Danger Boy                                                                           | UK.PROJECT                   |
| 2024年2月28日  | Wanna Wanna Do                        | 1. Wanna Wanna Do                                                                       | UK.PROJECT                   |
| 2024年3月29日  | Our Journey                           | 1. Our Journey                                                                          | UK.PROJECT                   |
| 2024年4月10日  | Pink Gang feat. 4s4ki                 | 1. Pink Gang feat. 4s4ki                                                                | UK.PROJECT                   |
| 2024年5月1日   | Mirror Ball Disco!!!!!!!              | 1. Mirror Ball Disco!!!!!!!                                                             | UK.PROJECT                   |
| 2024年5月2日   | Floating In The Air                   | 1. Floating In The Air                                                                  | UK.PROJECT                   |
| 2024年5月3日   | Same But Different                    | 1. Same But Different                                                                   | UK.PROJECT                   |
| 2024年5月4日   | Perfect Hell                          | 1. Perfect Hell                                                                         | UK.PROJECT                   |
| 2024年5月5日   | Upside Down                           | 1. Upside Down                                                                          | UK.PROJECT                   |
| 2024年5月6日   | Fuzz,Fuzz,Fuzz                        | 1. Fuzz,Fuzz,Fuzz                                                                       | UK.PROJECT                   |
| 2024年5月7日   | Greatest Night                        | 1. Greatest Night                                                                       | UK.PROJECT                   |
| 2024年5月8日   | Melancholy                            | 1. Melancholy                                                                           | UK.PROJECT                   |
| 2024年5月9日   | In Slumberland                        | 1. In Slumberland                                                                       | UK.PROJECT                   |
| 2024年5月10日  | 2nd Revolution                        | 1. 2nd Revolution                                                                       | UK.PROJECT                   |

### バンドスコア
- the telephones「DANCE FLOOR MONSTERS」 (2010年5月)
- the telephones「We Love Telephones！！！」 (2010年10月)

### 参加作品
| 発売日     | タイトル                                                             | 収録曲                                                              |
| ---------- | -------------------------------------------------------------------- | ------------------------------------------------------------------- |
| 2009/2/25  | Disney Rocks!                                                        | M-4「Heigh-Ho [Snow White and the Seven Dwarfs]」                   |
| 2010/6/23  | iLL - 「∀」                                                          | M-7「Take me out」                                                  |
| 2010/7/7   | 菅野よう子 × 石毛輝 from the telephones - 「SURELY SOMEDAY」         | M-1「Guilty」                                                       |
| 2011/4/13  | 吉井和哉 - 「The Apples」                                            | M-3「VS」 synthesizer / programming - 石毛輝 (the telephones)       |
| 2012/4/4   | MEG - 「LA JAPONAISE」                                               | M-3「TOUGH BOY」 ("北斗の拳 2") TOM★CAT Produced by the telephones  |
| 2012/5/23  | DJ 片平実（Getting Better） MEGA ROCK MIX CD - ROCK ON ROCK          | M-29 BONUS TRACK「ガラス」 Track：石毛輝（the telephones）          |
| 2012/7/11  | LIL - 「L2」                                                         | M-13「My shine, Your shine feat. the telephones [Ryohei & Seiji] 」 |
| 2013/12/18 | バンドじゃないもん! - 「雪降る夜にキスして」、「イヌイットディスコ」 | 石毛輝が楽曲提供                                                    |
| 2014/5/7   | HOLIDAYS OF SEVENTEEN - 「new school」                               | 長島涼平が演奏に参加                                                |

## タイアップ一覧
| 使用年 | 曲名                                   | タイアップ                                                                          |
| ------ | -------------------------------------- | ----------------------------------------------------------------------------------- |
| 2009年 | Monkey Discooooooo                     | テレビ東京系『JAPAN COUNTDOWN』2009年7月度エンディングテーマ                        |
| 2010年 | WoNdeR WomaN                           | 日本テレビ系 海外ドラマ『ゴシップガール』エンディングテーマ                         |
| 2010年 | I Hate DISCOOOOOOO!!!                  | テレビ東京系『JAPAN COUNTDOWN』2010年8月度エンディングテーマ                        |
| 2010年 | sick rocks                             | フジテレビ系『ピカルの定理』オープニングテーマ                                      |
| 2010年 | Love&DISCO                             | フジテレビ系『ピカルの定理』エンディングテーマ                                      |
| 2011年 | DaDaDa                                 | フジテレビ系『ピカルの定理』挿入歌                                                  |
| 2011年 | White Elephant                         | 日本コカ・コーラ「ジョージアクロス UK-STYLE」/「ジョージアクロス 和-STYLE」CMソング |
| 2012年 | Just One Victory                       | テレビ埼玉『REDS TV GGR』エンディングテーマ                                         |
| 2012年 | Just One Victory                       | テレビ埼玉 試合中継番組『浦和レッズスーパーマッチ』エンディングテーマ               |
| 2013年 | Don't Stop The Move,Keep On Dancing!!! | テレビ埼玉『HOT WAVE』11月度オープニングテーマ                                      |
| 2014年 | Hyper Jump                             | テレビ埼玉『HOT WAVE』6月度オープニングテーマ                                       |
| 2015年 | Say DISCO                              | テレビ埼玉『HOT WAVE』3月度オープニングテーマ                                       |
| 2019年 | Light Your Fire                        | 「モンスト プロツアー 2019-2020」イメージソング                                     |
| 2021年 | Small Town Dreams                      | テレビ埼玉 試合中継番組『浦和レッズスーパーマッチ』エンディングテーマ               |
| 2024年 | ALL SHIT                               | テレビ埼玉『マチコミ』2月度エンディングテーマ                                       |

### その他
- JRA「SMART! JRA」CMソング（2012年） - NAKAKO×the telephones名義[15]

## ヘビーローテーション/パワープレイ

### テレビ
| 放送年 | 曲名               | ヘビーローテーション/パワープレイ         |
| ------ | ------------------ | ----------------------------------------- |
| 2009年 | Monkey Discooooooo | スペースシャワーTV 2009年7月度POWER PUSH! |
| 2009年 | Monkey Discooooooo | 長崎国際テレビ『AIR』7月度Catch Up!       |

## ミュージックビデオ
| 公開年 | 監督            | 曲名 | 備考                 |
| ------ | --------------- | --- | -------------------- |
| 2007年 | 小嶋貴之        | urban disco                                                                                               |                      |
| 2008年 |                 | sick rocks                                                                                                |                      |
| 2008年 | 小嶋貴之        | FREE THROW                                                                                                |                      |
| 2008年 | 小嶋貴之        | Love & DISCO                                                                                              |                      |
| 2009年 | スミス          | D.A.N.C.E to the telephones!!!                                                                            |                      |
| 2009年 | スミス          | Monkey Discooooooo                                                                                        |                      |
| 2009年 | Takahiro Uchida | HABANERO from DVD「SUPER DISCO Hits!!! the telephones ONE - MAN SHOW!!!」                                 |                      |
| 2010年 | 長添雅嗣        | A.B.C.DISCO                                                                                               |                      |
| 2010年 | マサオ          | kiss me, love me, kiss me                                                                                 |                      |
| 2010年 | 清水康彦        | WoNdeR WomaN                                                                                              | MiChi×the telephones |
| 2010年 | 長添雅嗣        | I Hate DISCOOOOOOO!!!                                                                                     |                      |
| 2010年 | 小嶋貴之        | Flowers On The Wall                                                                                       | Ishige Akiraソロ     |
| 2011年 | 山岸文彦        | D.A.N.C.E to the telephones!!! from DVD 「Super Disco Hits 3〜ULTIMATE DISCO!!!〜@ディファ有明 20101208」 |                      |
| 2011年 | 小嶋貴之        | Yeah Yeah Yeah                                                                                            |                      |
| 2012年 | 小嶋貴之        | D.E.N.W.A                                                                                                 |                      |
| 2012年 | 小嶋貴之        | Red Cat（Your Melody）                                                                                    | Ishige Akiraソロ     |
| 2012年 | 石毛輝          | Odoru〜朝が来ても〜                                                                                       |                      |
| 2013年 | 長添雅嗣        | Keep Your DISCO!!!                                                                                        |                      |
| 2013年 | 小嶋貴之        | Don't Stop The Move, Keep On Dancing!!!                                                                   |                      |
| 2014年 | 小嶋貴之        | Pororoca                                                                                                  | Ishige Akiraソロ     |
| 2014年 | Hyper Jump      | |                      |
| 2015年 | 長添雅嗣        | Say DISCO                                                                                                 |                      |
| 2015年 | 小嶋貴之        | Something Good                                                                                            |                      |
| 2015年 | Amber Romance   | |                      |
| 2019年 | 小嶋貴之        | Light Your Fire                                                                                           |                      |
| 2020年 | 加藤マニ        | Do the DISCO                                                                                              |                      |
| 2020年 | 加藤マニ        | Here We Go                                                                                                |                      |
| 2021年 | 元 (天国)       | Yellow Panda                                                                                              |                      |
| 2022年 |                 | Whoa cha                                                                                                  |                      |

## 出演
- 2024年3月17日 - TOKYO MX・BS11共同制作オリジナルドラマ「ある日、下北沢で」メンバー3人